# دليل طوابع ستانلي غيبونز
دليل ستانلي غيبونز أو فهرس ستانلي غيبونز، كان أول دليل لمجموعة ستانلي غيبونز عبارة عن قائمة أسعار بنس واحد صدرت في نوفمبر 1865، وأعيد إصدارها على فترات شهرية على مدار 14 عامًا. وتنتج الشركة العديد من الفهارس التي تغطي مختلف البلدان والمناطق والتخصصات؛ ويُعاد إصدار العديد منها سنويًا. تسرد الفهارس جميع إصدارات الطوابع البريدية اللاصقة المعروفة وتتضمن أسعار الطوابع المستعملة وغير المستعملة.

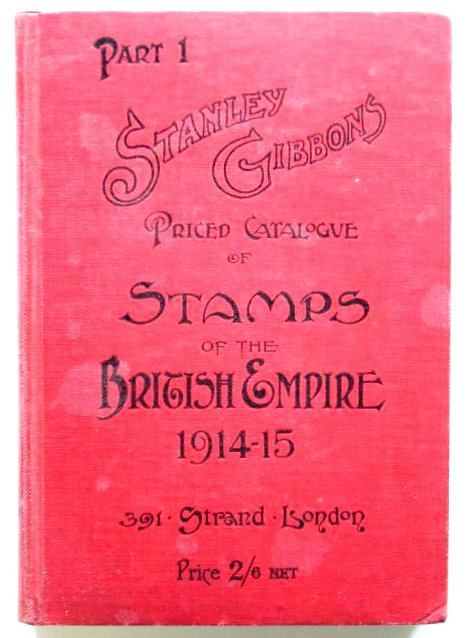
غلاف طبعة 1914-1915 من فهرس "الجزء الأول" من فهرس الكومنولث البريطاني.

## أسعار الطوابع
على عكس فهارس التجار الآخرين، يذكر ستانلي غيبونز أن الدليل أو الفهرس الخاص به هو قائمة أسعار التجزئة لطوابع البريد. وبعبارة أخرى، إذا كان لديهم هذا الطابع بالضبط في المخزون في الحالة المحددة بالضبط، فإن سعر الدليل الحالي هو السعر الذي سيطلبونه مقابل هذا الطابع. وهذا يتناقض مع معظم الفهارس الأخرى التي تنتجها الشركات التي لا تبيع الطوابع، وبالتالي تبني أسعارها على متوسط القيم السوقية في البلد الذي يُنشر فيه الفهرس. من الناحية العملية، قد يختلف السعر الفعلي الذي تتقاضاه عن سعر الفهرس لأن العينة المعروضة للبيع من درجة مختلفة، أو لأن ظروف السوق تغيرت منذ إصدار الدليل أو الفهرس، أو لأن الشركة لديها وفرة أو قلة في المعروض من هذا الطابع، أو لأسباب أخرى متنوعة.

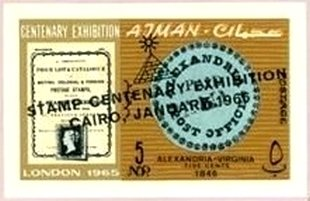
دليل ستانلي جيبونز 1865